# Dywizjon
Dywizjon (dawniej – nazwa skrócona dyon) – pododdział wojska, w artylerii, kawalerii, taborach – równorzędny batalionowi innych rodzajów wojsk.
1. W wojskach rakietowych i artylerii wojsk lądowych – zasadniczy pododdział ogniowy i taktyczny (np. dywizjon artylerii, składający się z dowództwa, kilku baterii dział jednego lub różnych kalibrów); dywizjony mogą być samodzielne lub wchodzić w skład oddziałów, a podczas działań – w skład grup artylerii[1].
2. W wojskach obrony przeciwlotniczej sił powietrznych – zasadniczy pododdział ogniowy (np. dywizjon rakietowy obrony powietrznej składa się z dowództwa, baterii radiotechnicznej, startowej, technicznej i pododdziałów zabezpieczenia); wchodzi w skład związków taktycznych.
3. W kawalerii – oddział składający się z kilku szwadronów, odpowiednik batalionu w piechocie, zazwyczaj wchodził w skład pułku kawalerii. W niektórych krajach szczebel dywizjonu został zlikwidowany i szwadrony tam podporządkowano bezpośrednio pułkom. Nazwę dywizjon stosowano też dla oddziałów pancernych czerpiących z tradycji kawaleryjskiej (np. polskie dywizjony rozpoznawcze z kampanii wrześniowej lub niemieckie dywizjony (Abteilung) czołgów ciężkich, odpowiadające batalionom).
4. W lotnictwie wojskowym – pododdział taktyczny (np. dywizjon myśliwski, bombowy), składający się zwykle z dwóch lub więcej eskadr. Szczebel dywizjonów nie jest wyróżniany we wszystkich państwach. Anglojęzyczna nazwa squadron w literaturze polskiej jest tłumaczona zwyczajowo, błędnie jako dywizjon, jednak squadron to odpowiednik eskadry[2].
  - w lotnictwie państw Brytyjskiej Wspólnoty Narodów (RAF i inne) kilka dywizjonów tworzyło skrzydło (ang. wing);
  - w lotnictwie USA (USAAF i USAF) kilka dywizjonów tworzyło grupę (ang. group).
5. W marynarce wojennej – dywizjon okrętów, podstawowy zespół (oddział) taktyczny okrętów jednej klasy, składający się z 2–3 grup (pododdziałów), czyli 4–12 okrętów (w zależności od ich klasy).
6. Wprowadzona w XVIII w. jednostka taktyczna piechoty Królestwa Prus, w skład której wchodziło kilka plutonów[3].

## Struktura w Wojsku Polskim
W Dywizjonie Artylerii Samobieżnej:
- Bateria Dowodzenia
- 1 Bateria Artylerii Samobieżnej
- 2 Bateria Artylerii Samobieżnej
- 3 Bateria Artylerii Samobieżnej
- Kompania Logistyczna

W Dywizjonie Artylerii Przeciwlotniczej:
- Bateria Dowodzenia
- 1 Bateria Artylerii Przeciwlotniczej
- 2 Bateria Artylerii Przeciwlotniczej
- 3 Bateria Artylerii Przeciwlotniczej
- Kompania Logistyczna